# Poděbrady
Poděbrady (pronunție în cehă [ˈpoɟɛbradɪ] în germană Podiebrad) este un oraș balnear din districtul Nymburk, regiunea Boemia Centrală din Republica Cehă. Este situat pe malul drept al râului Elba, la opt kilometri sud-est de orașul Nymburk. Are o populație de aproximativ 15.000 de locuitori. Centrul istoric al orașului este bine conservat și este protejat ca zonă de monumente urbane.

## Diviziuni administrative
Poděbrady este alcătuit din nouă diviziuni administrative (populația este între paranteze conform recensământului din 2021):
- Poděbrady I (331)
- Poděbrady II (4254)
- Poděbrady III (6855)
- Poděbrady IV (50)
- Poděbrady V (768)
- Kluk (639)
- Polabec (442)
- Přední Lhota (347)
- Velké Zboží (850)

## Etimologie
O comunitate antică și o mică fortăreață se aflau în apropierea vadului. Cel mai probabil, poziția acestei comunități se reflectă în numele actual al orașului: pode brody = „dincolo de vad”.

## Geografie
Poděbrady se află la aproximativ 7 kilometri (4 mi) sud-est de Nymburk și la 39 kilometri (24 mi) est de Praga. Se află în câmpia joasă a Podișului Elbei Centrale în regiunea Polabí. Râul Elba curge prin oraș.
În sudul orașului se află lacul Poděbrady. Are o suprafață de 260 de hectare, fiind creat prin inundarea unei foste cariere de gresie. Este folosit în principal în scopuri recreative.

## Istorie

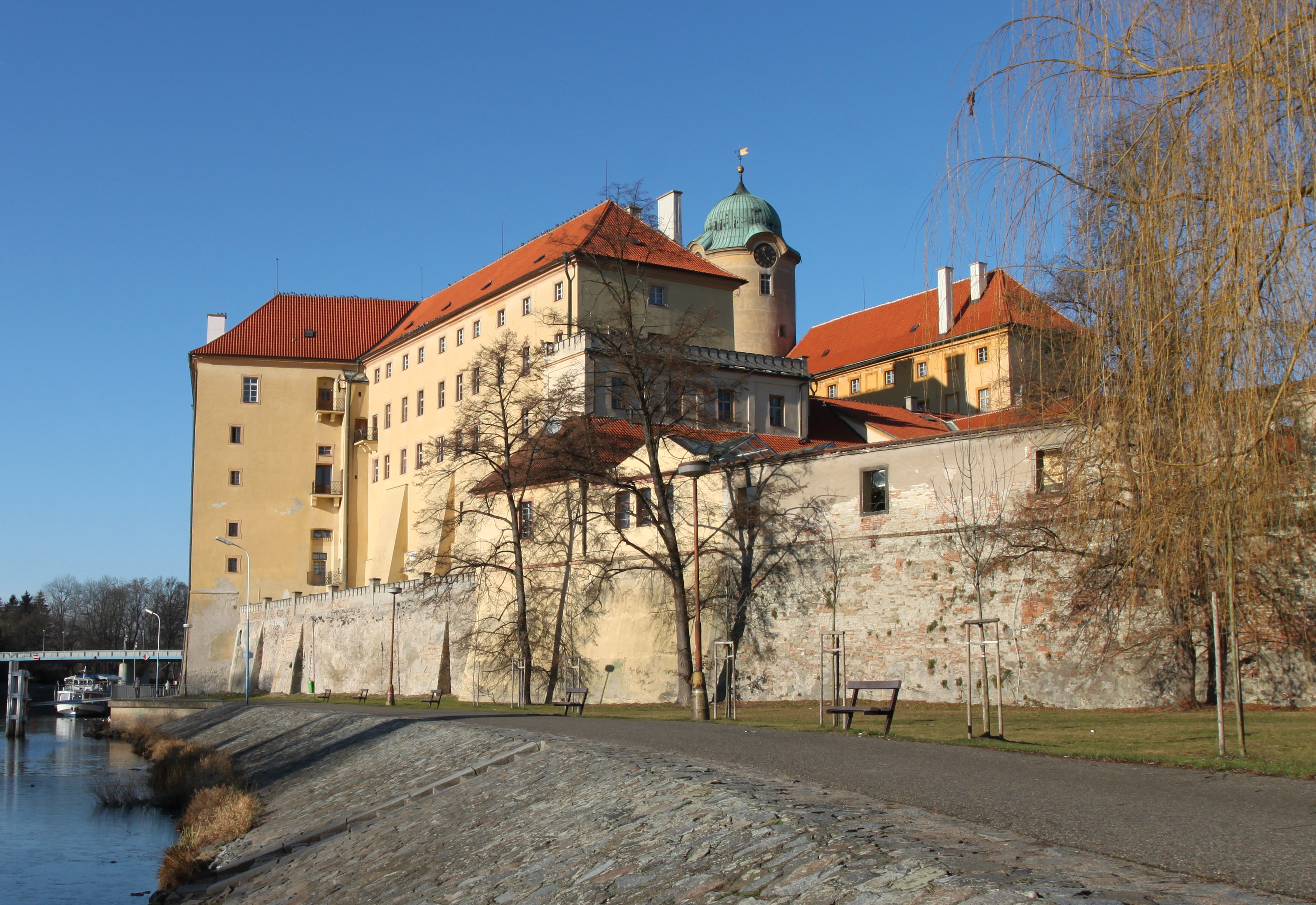
Castelul Poděbrady

Prima mențiune scrisă a lui Poděbrady datează din anul 1223, iar prima mențiune neverificată este din 1199.
O rută comercială de mare distanță, ce mergea de la Praga până în estul Boemiei și apoi spre Silezia și Polonia, trecea prin zonă, pe atunci acoperită de păduri, împletită cu o rețea densă de ape curgătoare. Această rută importantă intersecta râul Elba în vestul orașului actual, într-un loc numit Na Vinici.
Moșia Poděbrady a fost una privată, dar între 1262 și 1268 a ajuns în proprietatea regelui Ottokar al II-lea din oficiu în absența moștenitorilor. Regele a construit aici un castel de piatră, iar locul a devenit o destinație populară pentru conducători datorită apropierii sale față de Praga și a posibilității de vânătoare în pădurile locale.
Împăratul Sfântului Imperiu Roman Carol al IV-lea a dat moșia familiei de nobili de Kunštát, care mai târziu au devenit cunoscuți sub numele de familia de Poděbrady (în cehă Páni z Poděbrad). În timpul stăpânirii acestora, Poděbrady a atins cea mai mare prosperitate a sa. În anul 1472, Poděbrady a primit drepturi de oraș din partea regelui George de Poděbrady.
În timpul domniei lui Ferdinand I, Poděbrady s-a dezvoltat și mai mult, dar, în secolul al XVII-lea, orașul a suferit din cauza Războiului de Treizeci de Ani și a incendiilor.  Cel mai mare incendiu a lovit Poděbrady în 1681, când primăria și majoritatea caselor din lemn au ars în totalitate. După aceste evenimente, în piață s-a permis doar construcția de case din cărămidă. Zidurile orașului au fost date jos, iar orașul și-a schimbat caracterul în scurt timp.
În anul 1905, orașul a fost vizitat de moșierul german Prințul von Bülow. Acesta a fost un cunoscut ghicitor de apă care a marcat locul unui izvor puternic în curtea interioară a castelului, care a fost ulterior săpat la o adâncime de 97,6 metri (320 ft). Descoperirea apei minerale carbonate a dus la deschiderea primei stațiuni balneare în 1908.
După Primul Război Mondial, Poděbrady a devenit rapid un oraș balnear care, din 1926, s-a specializat în tratamentul bolilor cardiovasculare, câștigând rapid renume nu numai în Cehia, dar și în străinătate.

## Stațiune balneară
Apa minerală descoperită la începutul anilor 1900 este mai cunoscută sub numele Poděbradka. Apa conține depozite de fier. Sunt doisprezece robinete publice gratuite de unde oamenii pot obține apa Poděbradka. Versiunea rafinată a berii Poděbradka este îmbuteliată și vândută în magazinele din toată Cehia.
Lázně Poděbrady, a. s. (cu sensul de Stațiunea balneară Poděbrady SRL) este un furnizor ceh de servicii balneare din Poděbrady. Centrul balnear este axat în principal pe tratamentul problemelor cardiace dar și ale sistemului musculo-scheletic.

## Transporturi
Autostrada D11 trece prin sudul orașului.
Poděbrady se află pe mai multe linii de cale ferată: Praga – Kolín, Praga – Trutnov, Kolín – Rumburk și Kolín – Ústí nad Labem.

## Obiective turistice

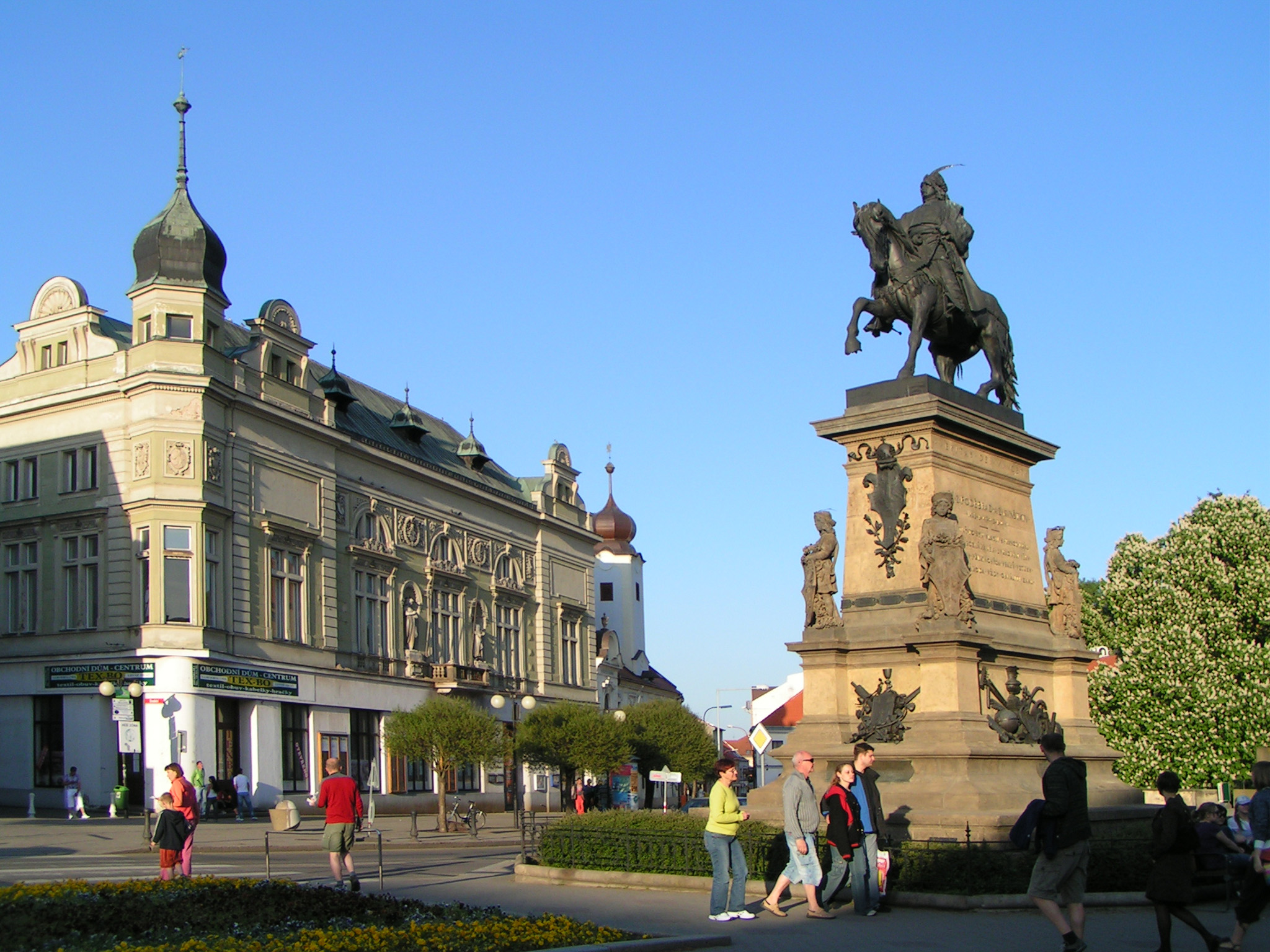
Monumentul Regelui George și clădirea Băncii Civice

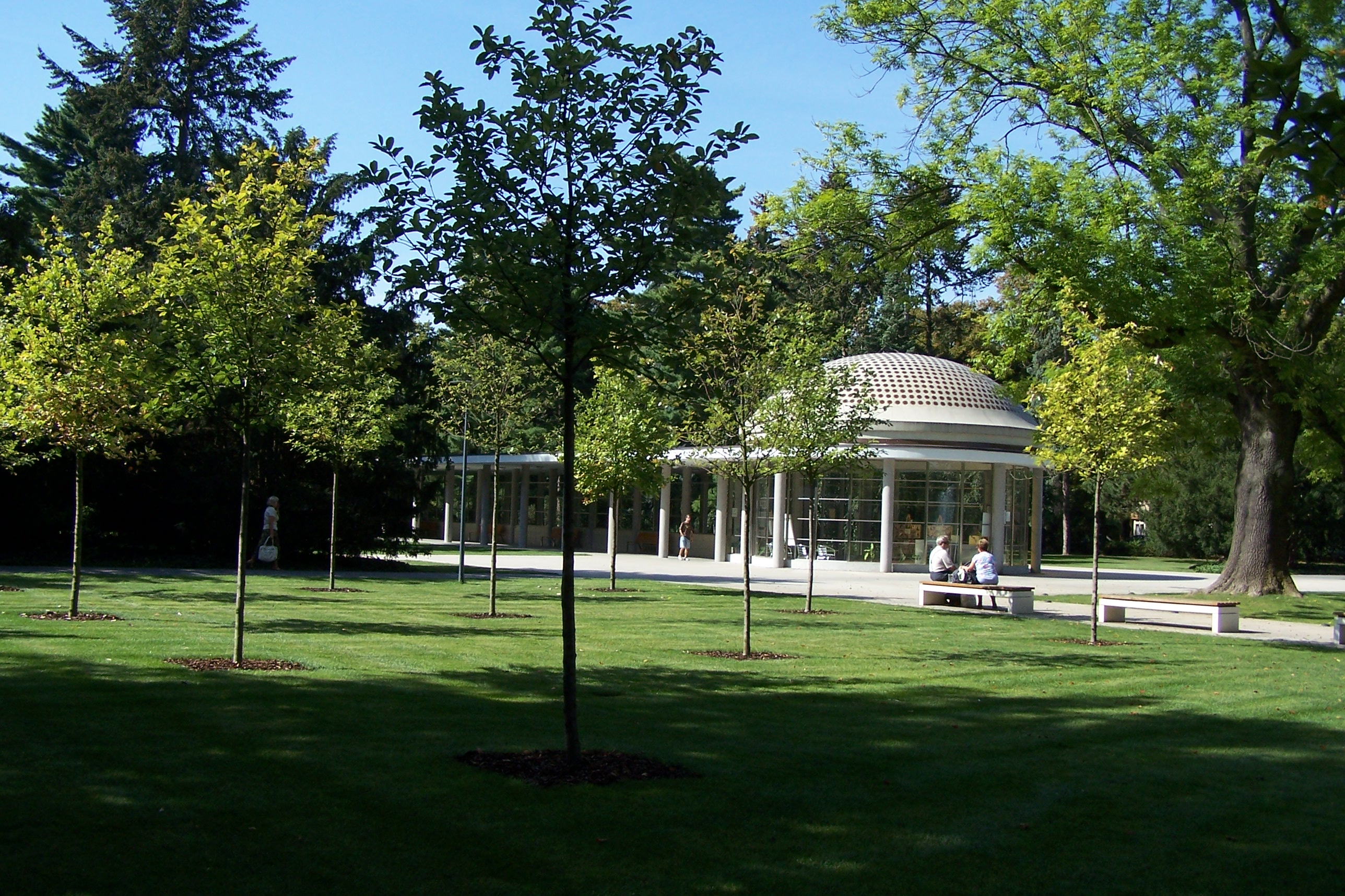
Colonada din sticlă a profesorului Libenský, a fost ridicată deasupra unui izvor de apă minerală.

Centrul istoric este alcătuit din Piața Jiřího și împrejurimile sale. Principalul obiectiv turistic este Castelul Poděbrady. A fost reconstruită sub forma sa actuală între 1752–1757 la cererea Mariei Tereza. În prezent, servește ca un muzeu și monument al lui George de Poděbrady.
Piața este alcătuită din case terasate de origine renascentistă și barocă și o fostă primărie renascentistă din secolul al XVI-lea, care în prezent este o bibliotecă. Clădirea neorenascentistă a Băncii Civice din 1898 este, de asemenea, valoroasă. Coloana mariană în stil baroc datează din 1765.
Un element semnificativ al pieței este Monumentul Regelui George cu statuia sa ecvestră, creat în stil neorenascentist între 1890–1896 după proiectul lui Bohuslav Schnirch. Din 2024, este protejat ca monument cultural național.
Marele parc balnear cu o colonadă modernă face parte, de asemenea, din zona monumentelor urbane. Cea mai veche zonă a parcului a fost creată în locul unui fost parc de conac, conform proiectului arhitectului František Janda. Treptat, au fost adăugate mai multe părți, iar parcul s-a mărit. Colonada de sticlă a profesorului Libenský a fost construită în 1938. Aceasta a fost ridicată deasupra unui izvor de apă minerală.
Cel mai valoros monument tehnic este hidrocentrala Poděbrady. Aceasta este o clădire neoclasică proiectată de Antonín Engel în 1913 și construită între 1914 și 1919. Centrala electrică este apreciată pentru tehnologia sa încă funcțională și soluția arhitecturală. Este una dintre cele mai vechi ecluze din Elba Mijlocie și, în același timp, un exemplu valoros de soluții tehnologice și operaționale pentru acest tip de instalații de apă. Centrala electrică este protejată ca monument cultural național. 

## Persoane notabile
- George de Poděbrady (1420–1471), rege al Boemiei
- Kunigunde de Sternberg (1425–1449), soția lui George de Poděbrady; a decedat aici
- Ludvík Kuba (1853–1956), pictor, muzician și scriitor
- Jan Vladimír Hráský (1857–1939); arhitect; a lucrat și este îngropat aici
- Jan Trampota (1889–1942), pictor; a decedat aici
- Hans Janowitz (1890–1954), scriitor austriac
- Franz Janowitz (1892–1917), poet austriac
- Josef și Ctirad Mašín, luptători din rezistență; studiat aici
- Miloš Forman (1932–2018), regizor de film; a studiat aici
- Václav Havel (1936–2011), primul președinte al Republicii Cehe; a studiat aici
- Jiří Kodeš (1933–2006), canotor de sprint și jucător de golf
- Marta Kubišová (născută în 1942), cântăreață

## Orașe înfrățite–orașe gemene
Poděbrady este înfrățit cu:
- Celldömölk, Ungaria
- Netanya, Israel
- Piešťany, Slovacia
- Tharandt, Germania
- Vertou, Franța

## Galerie de imagini

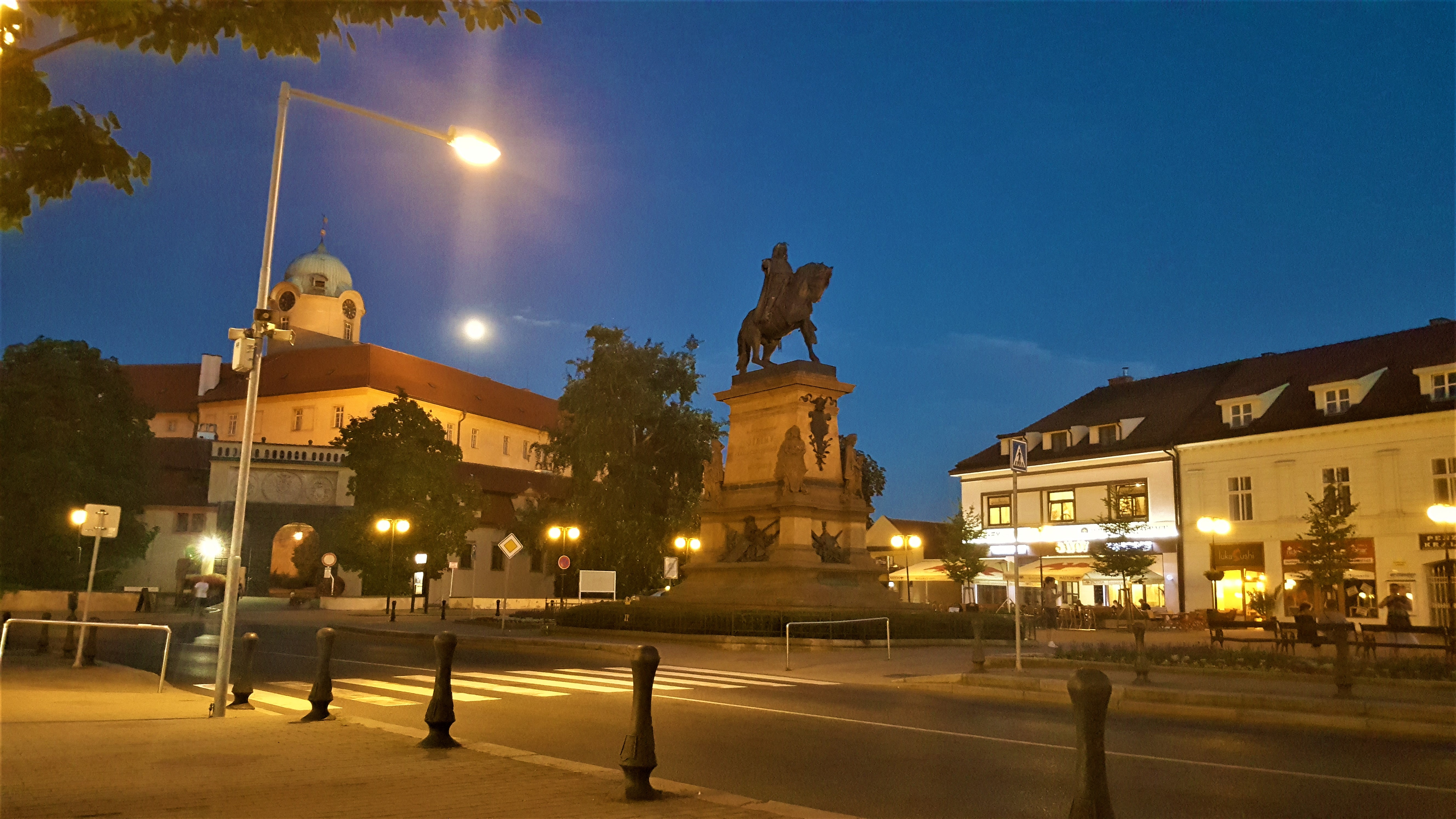
Piața Jiřího
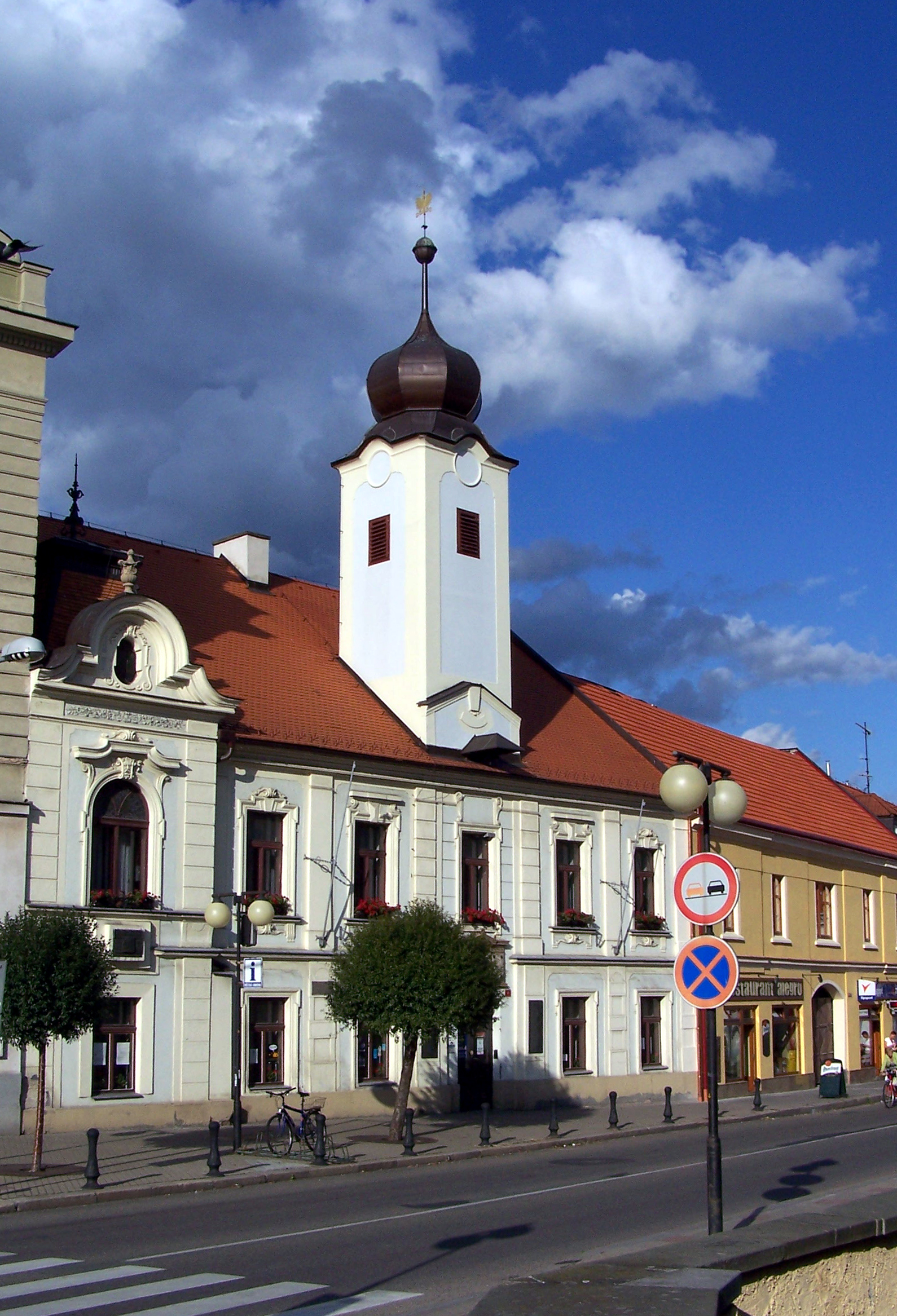
Primăria veche
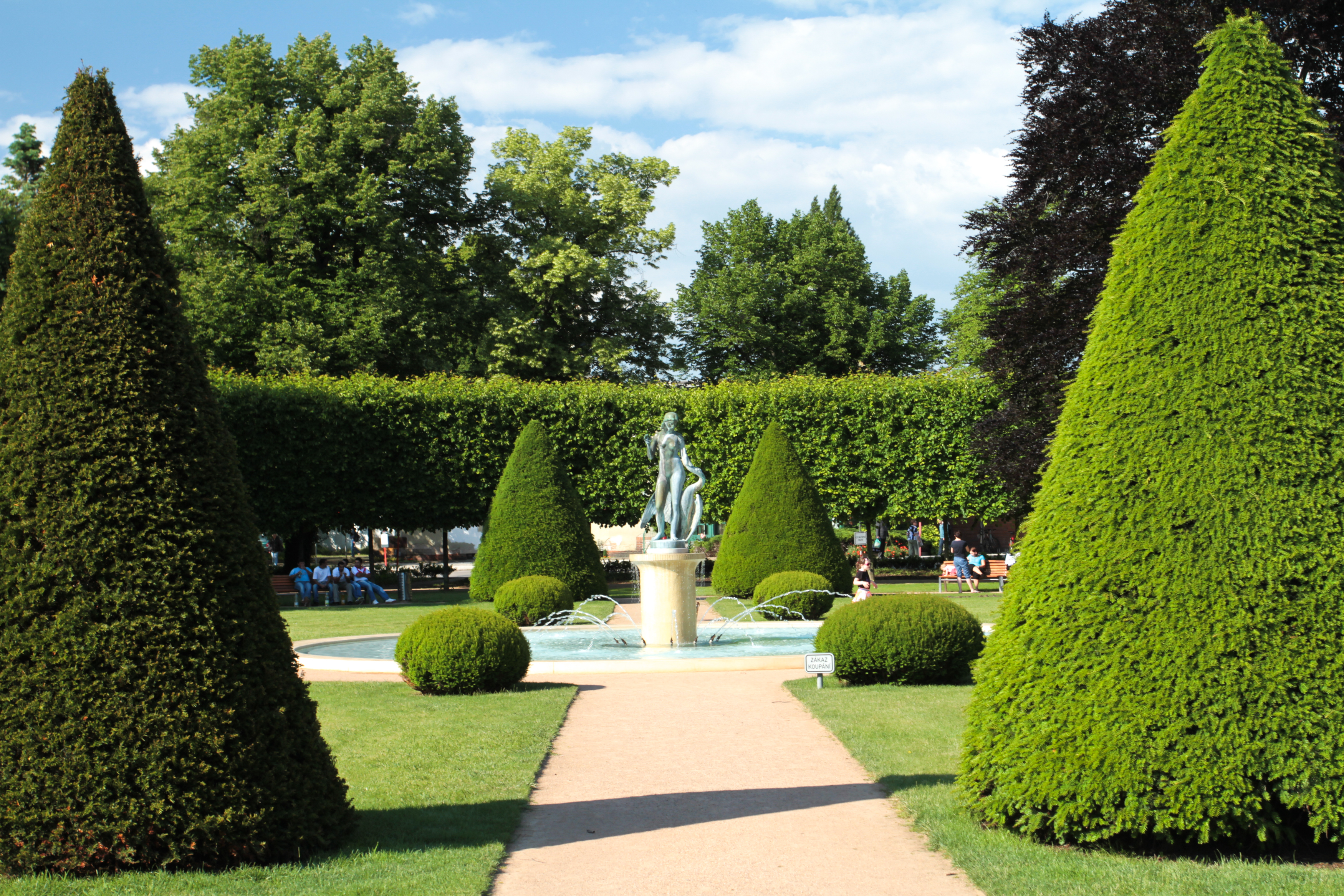
Parcul balnear
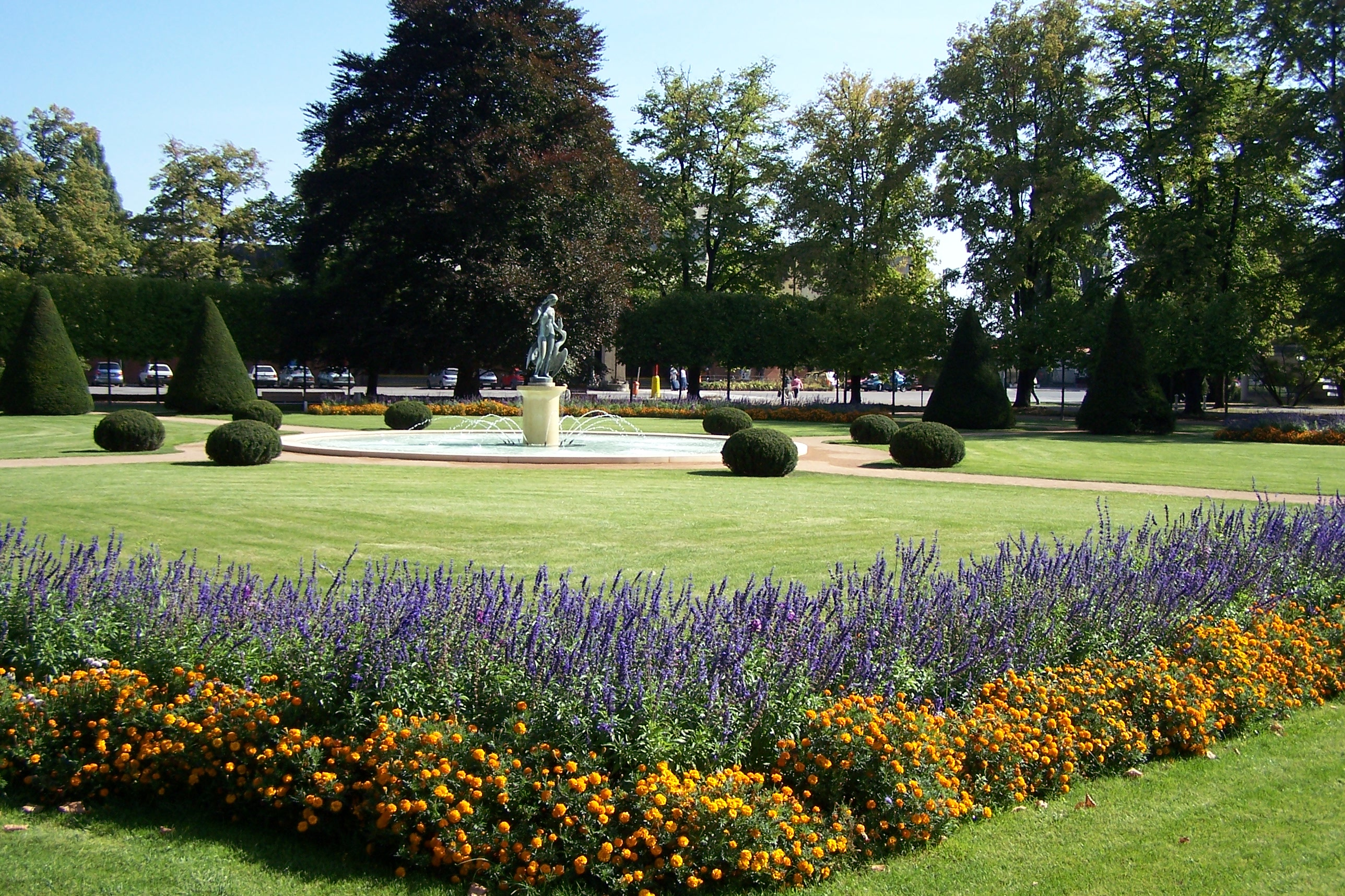
Parcul balnear
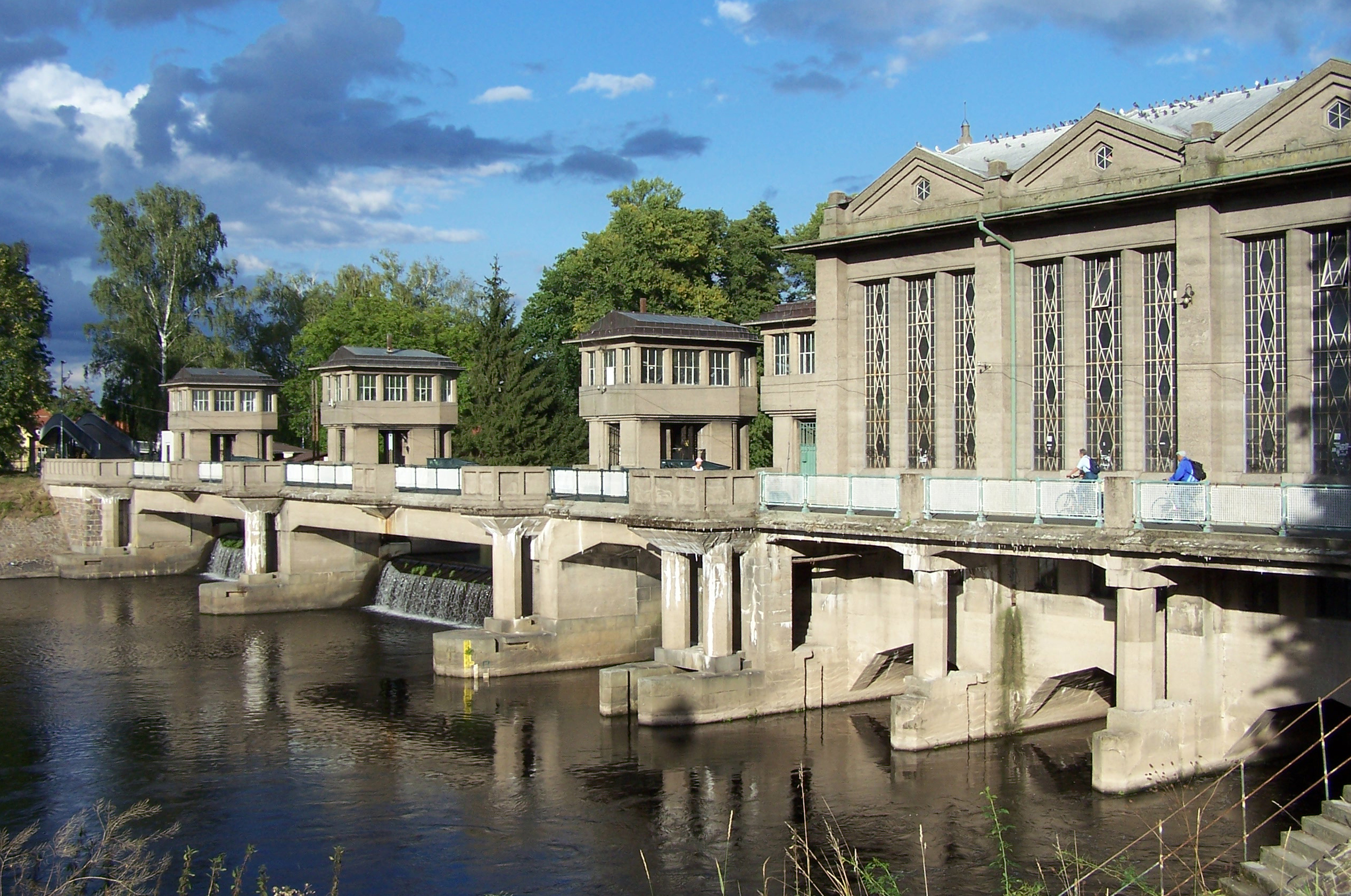
Hidrocentrala
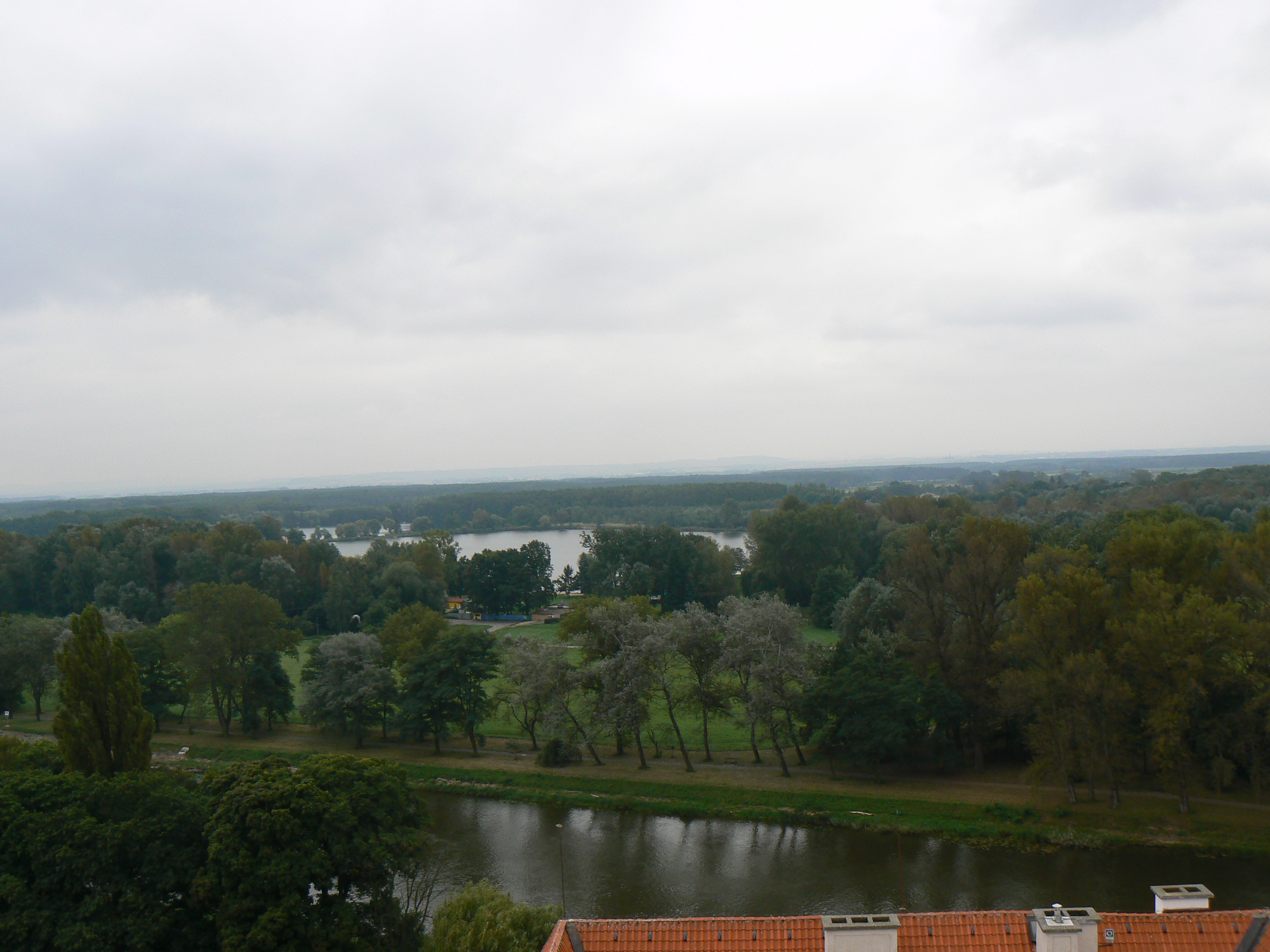
Râul Elba și Lacul Poděbrady